# 守门天

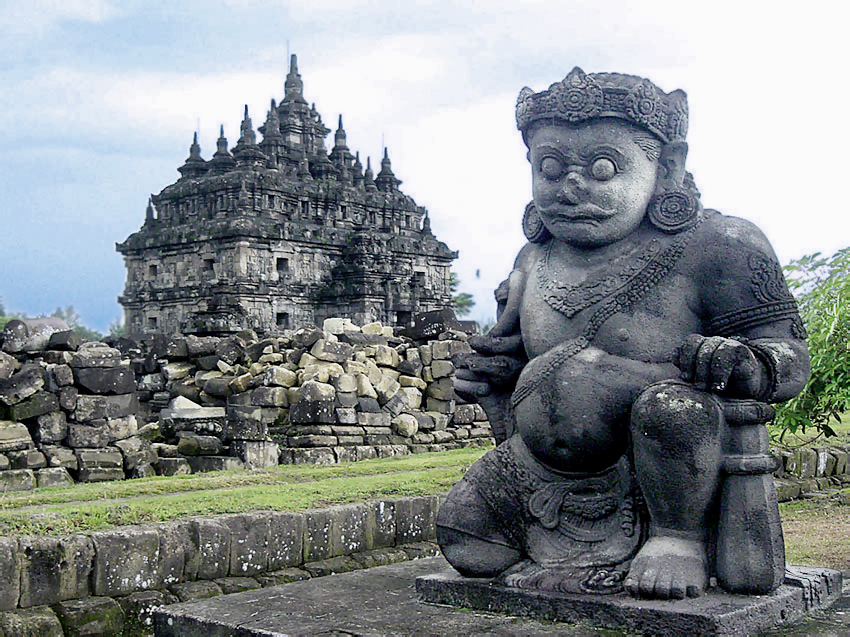
一对守门天中的一个，位于印度尼西亚爪哇普拉奥桑寺遗址。

守门天（梵文：dvārapāla）是印度教与佛教中的门神，通常以手持金刚杵，面目狰狞的巨型阿修罗形象出现。作为宗教元素，在许多地区（诸如爪哇）的建筑中都有它的雕像存在。

## 名称
在大多数东南亚语言（包括泰语、缅甸语、越南语、高棉语、爪哇语、马来语和印尼语）中，都是直接将dvārapāla写作各自的语言形式（例如在马来文和印度尼西亚文中写作dwarapala）。在梵文中，dvāra意为“门”，pāla意为“卫士”。而在东亚各国中被赋予了各种名称（汉语中的哼哈二将、日语中的金刚力士或仁王、韩语中的那罗延金刚）。

## 起源与形式
|                                                                              |  |  |
| Chennakesava寺里的奢耶与毗奢耶守门天。奢耶与毗奢耶是守护毗湿奴毗恭吒的门神。 |  |  |

在本地民间宗教中，作为守护神建筑特征的门神都有各自的起源，如不动明王。如今有些门神的形象甚至可以是警察或卫兵。
这些雕像通常被放在印度教或佛教寺庙和皇宫的门外。一般的守门天都是凶神恶煞如同恶魔的形象，但斯里兰卡佛寺门外的守门天却符合人类特征。在其它情况下，一个凶猛的那伽雕像也可以执行相同的功能。
爪哇岛和巴厘岛的雕像通常用安山岩雕刻而成，而形象则通常为体魄庞大，手持棍棒，半跪姿形的檀那婆或底提耶。爪哇岛最大的守门天石像建造于信诃沙里时期，高3.7米。柬埔寨和泰国的传统守门天则较为简单，通常为站姿且手持的棍棒中心向下。
泰国古代守门天雕塑是以高温烧制的炻器粘土塑形再覆上乳白色的釉而制成的。这类瓷雕产自14世纪至16世纪素可泰王朝和阿瑜陀耶王朝时期的泰国，位于泰国北部地区的数个窑。
根据庙宇的规模和财富，守门天可单个、成对或成多放置。较小的建筑结构可能只有一个守门天。通常在神龛两侧各放一个守门天。一些更大的地点可能有8个或12个方位护法。某些情况下，只有狰狞的面相被表现出来，这种在爪哇的王宫里很常见。

## 图册

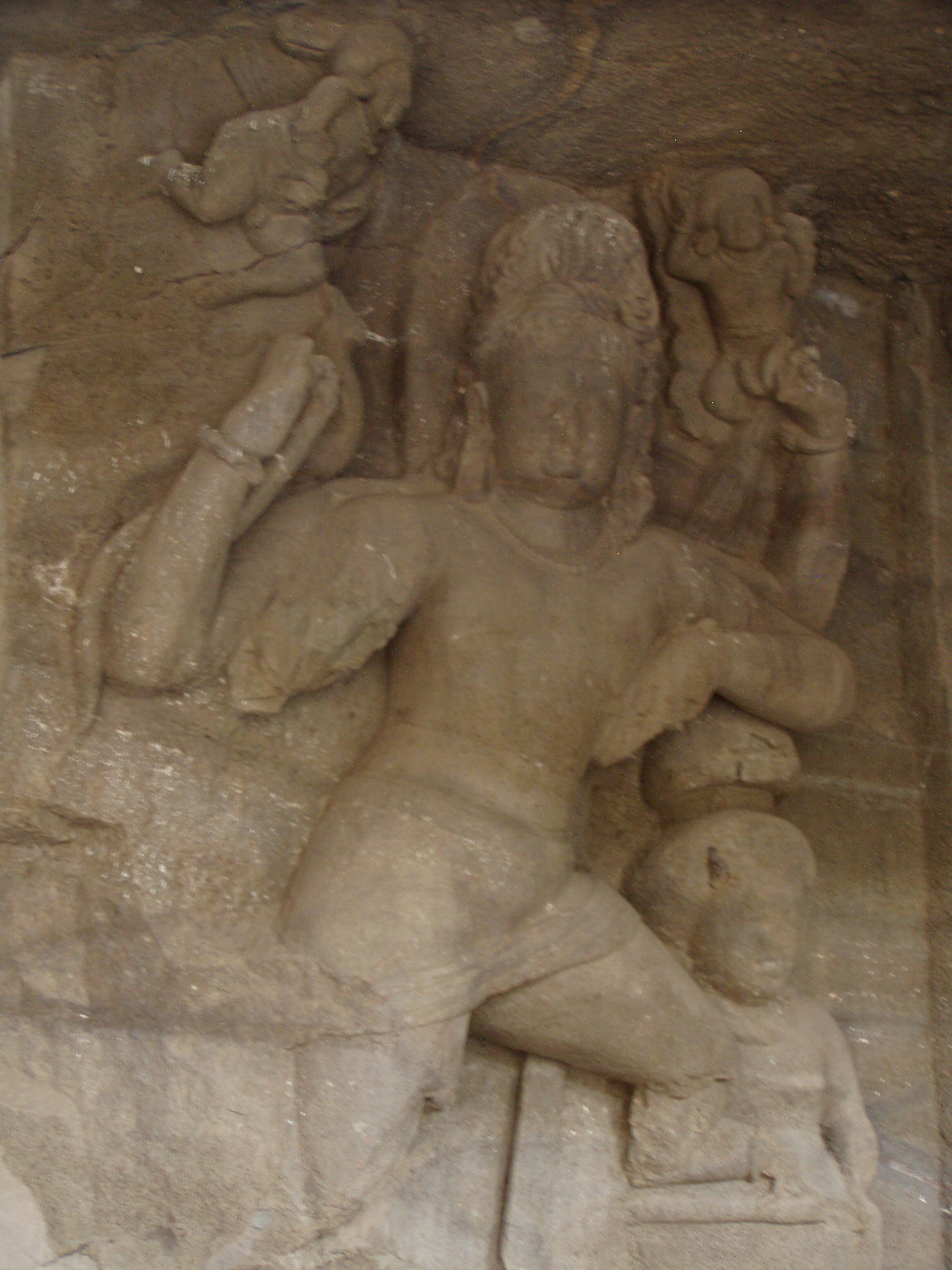
印度象岛石窟里的守门天
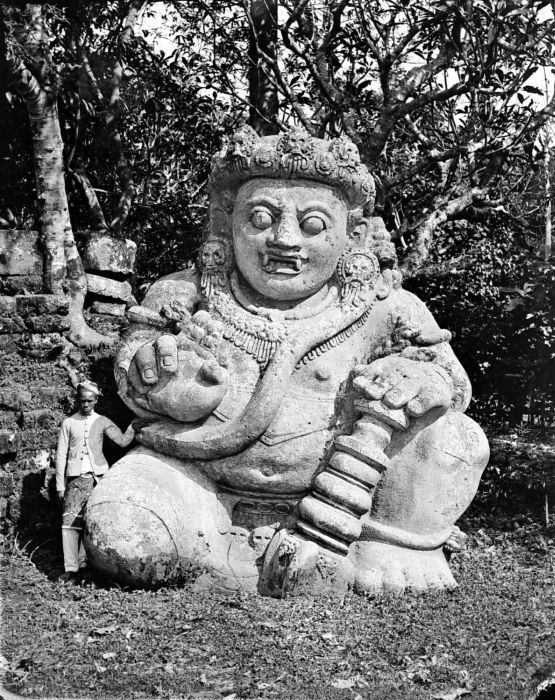
建造于信诃沙里时期的爪哇岛最大守门天石像
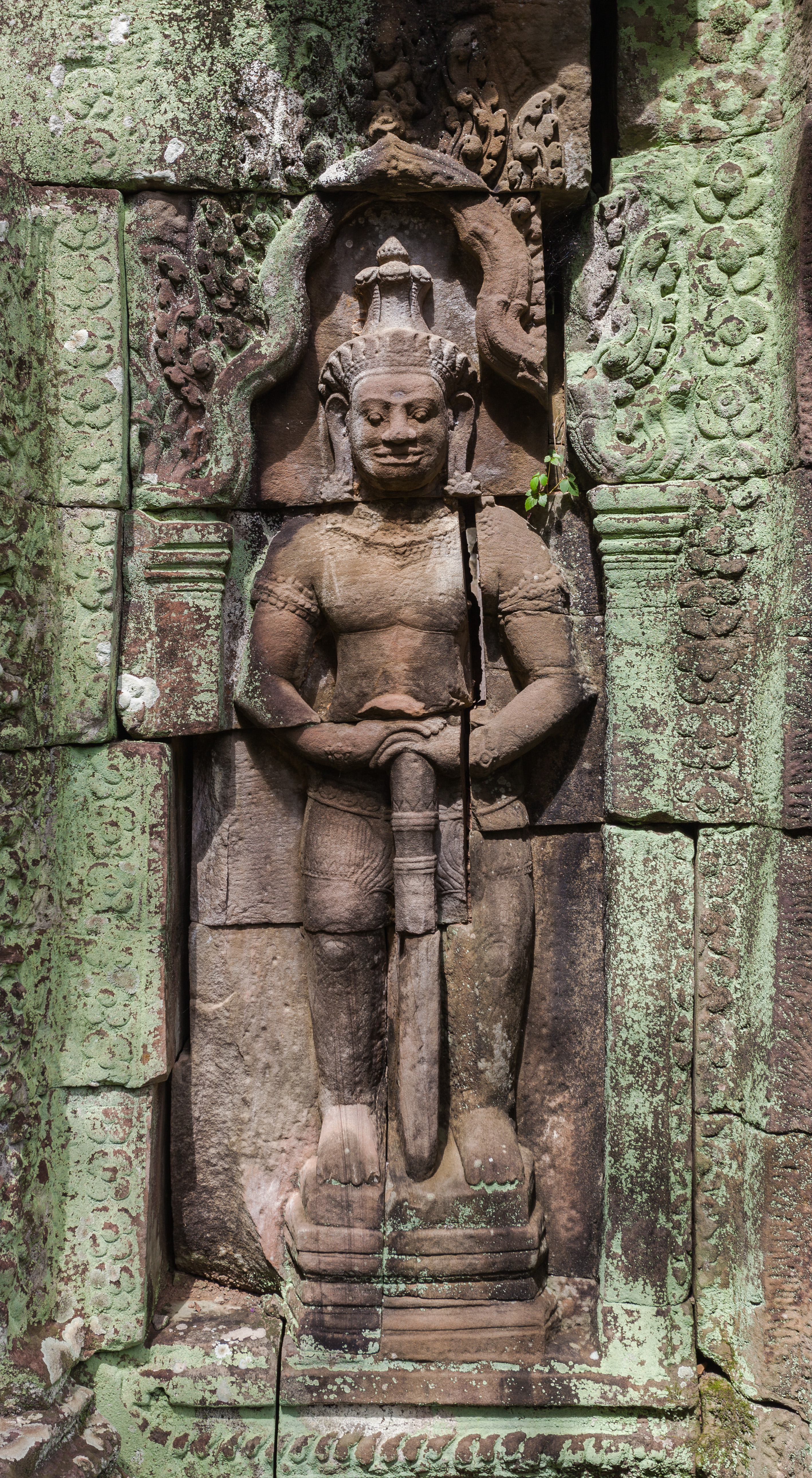
柬埔寨吴哥斑黛喀蒂寺的的守门天
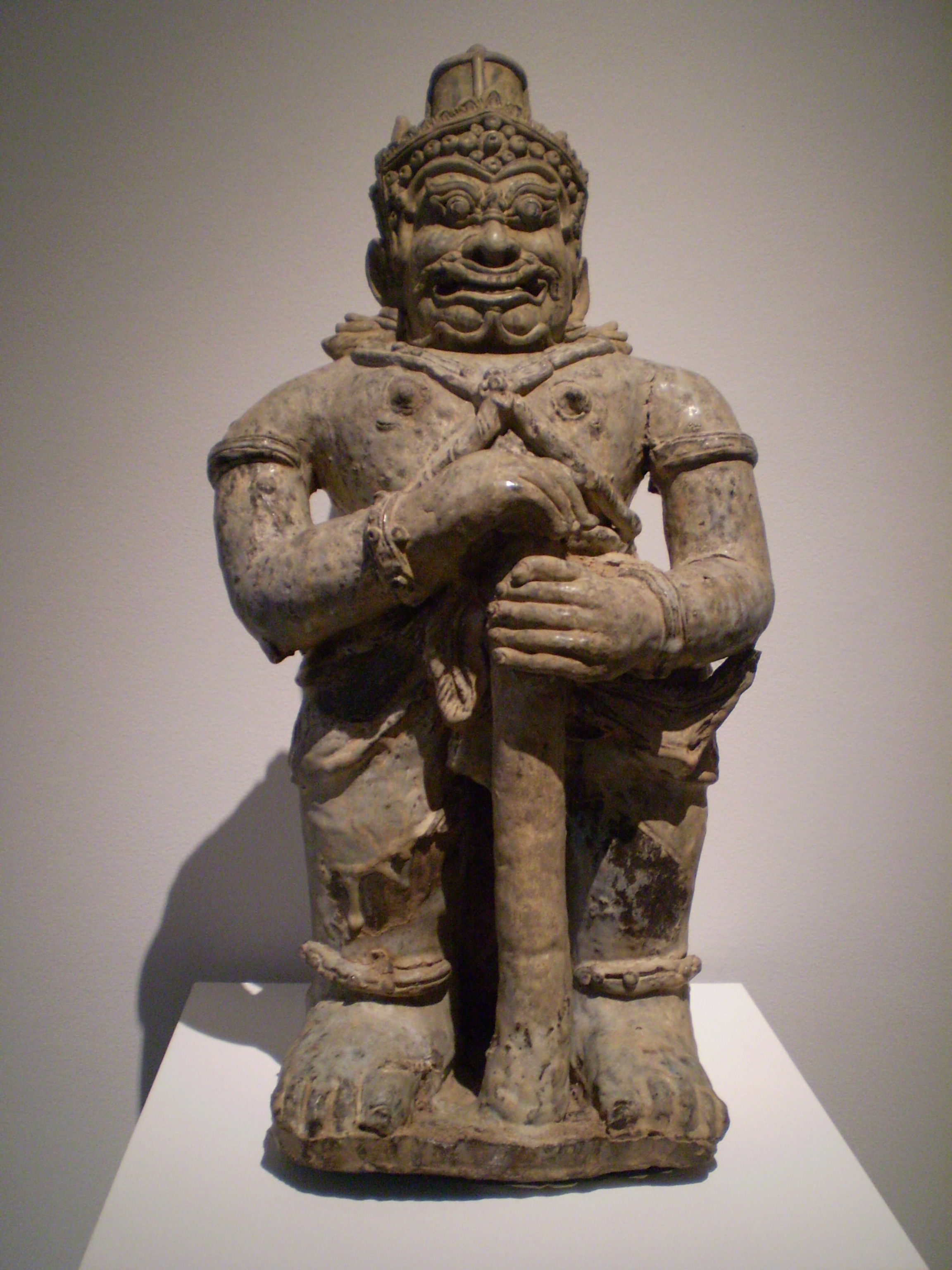
泰国14世纪至16世纪素可泰王朝和阿瑜陀耶王朝时期的守门天
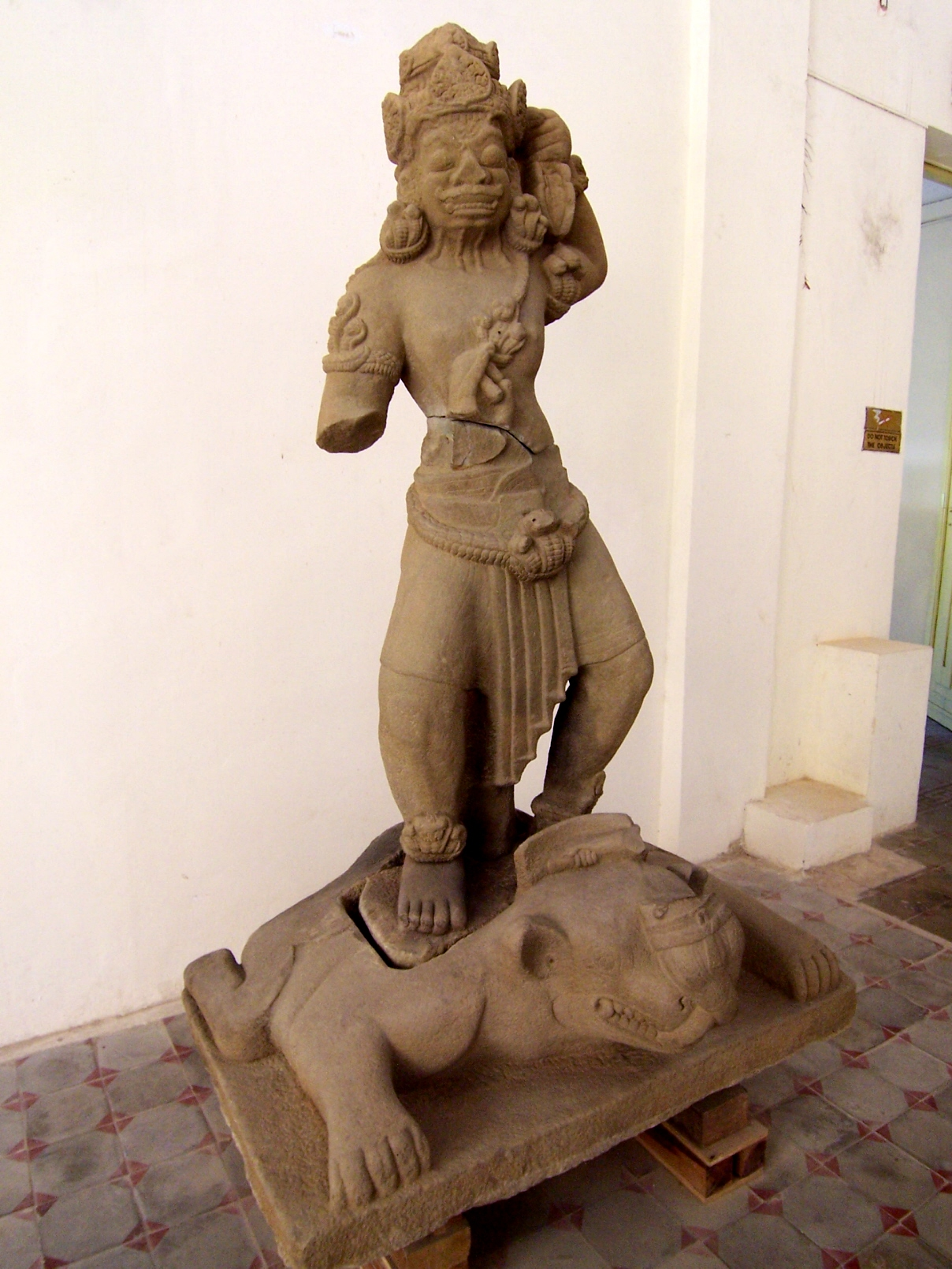
9世纪末或10世纪初占婆因陀罗补罗的守门天
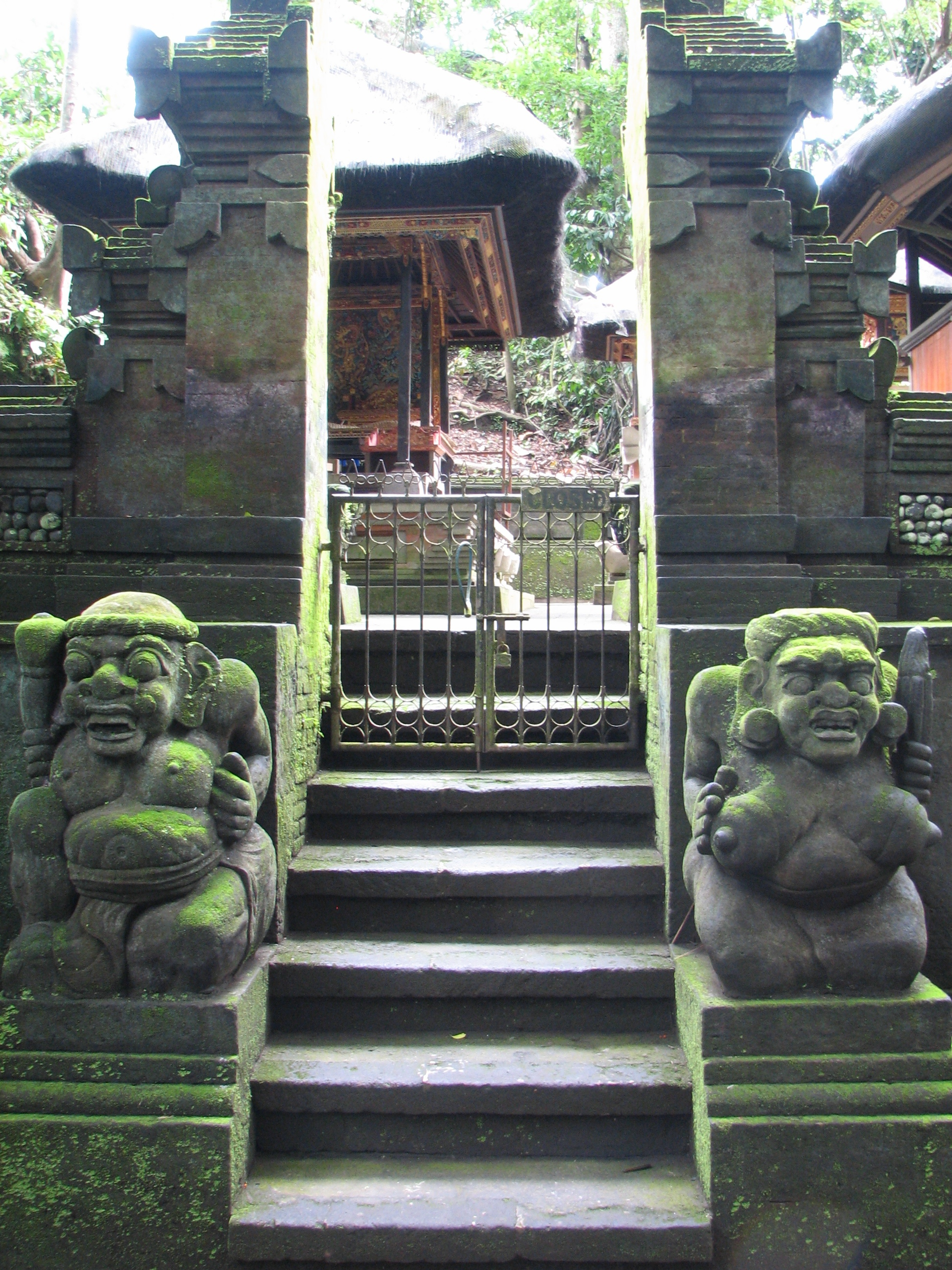
巴厘岛某个印度教寺庙的一对雌雄守门天
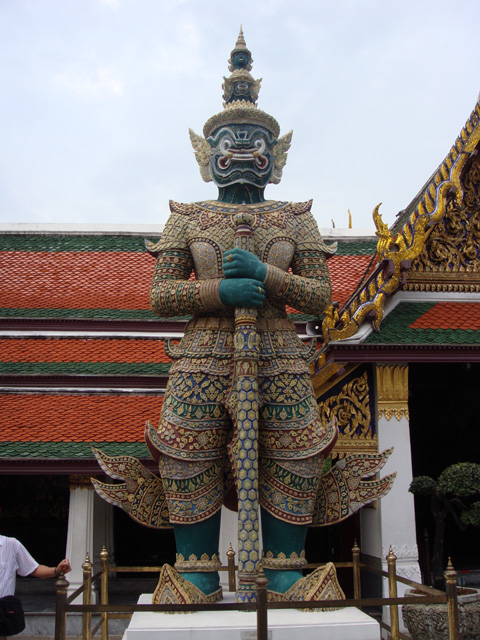
曼谷大皇宫的夜叉守门天
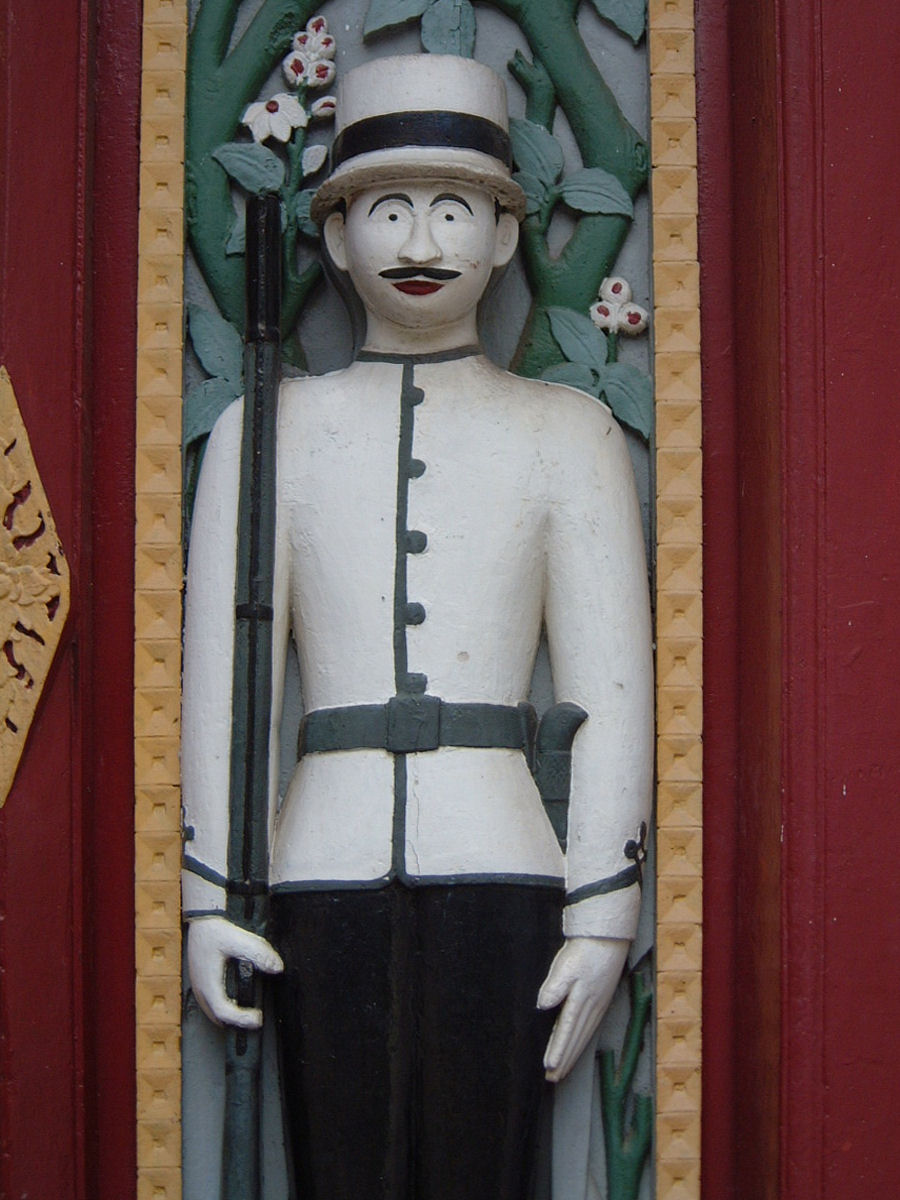
曼谷拉嘉宝碧寺的当代军人形象的守门天
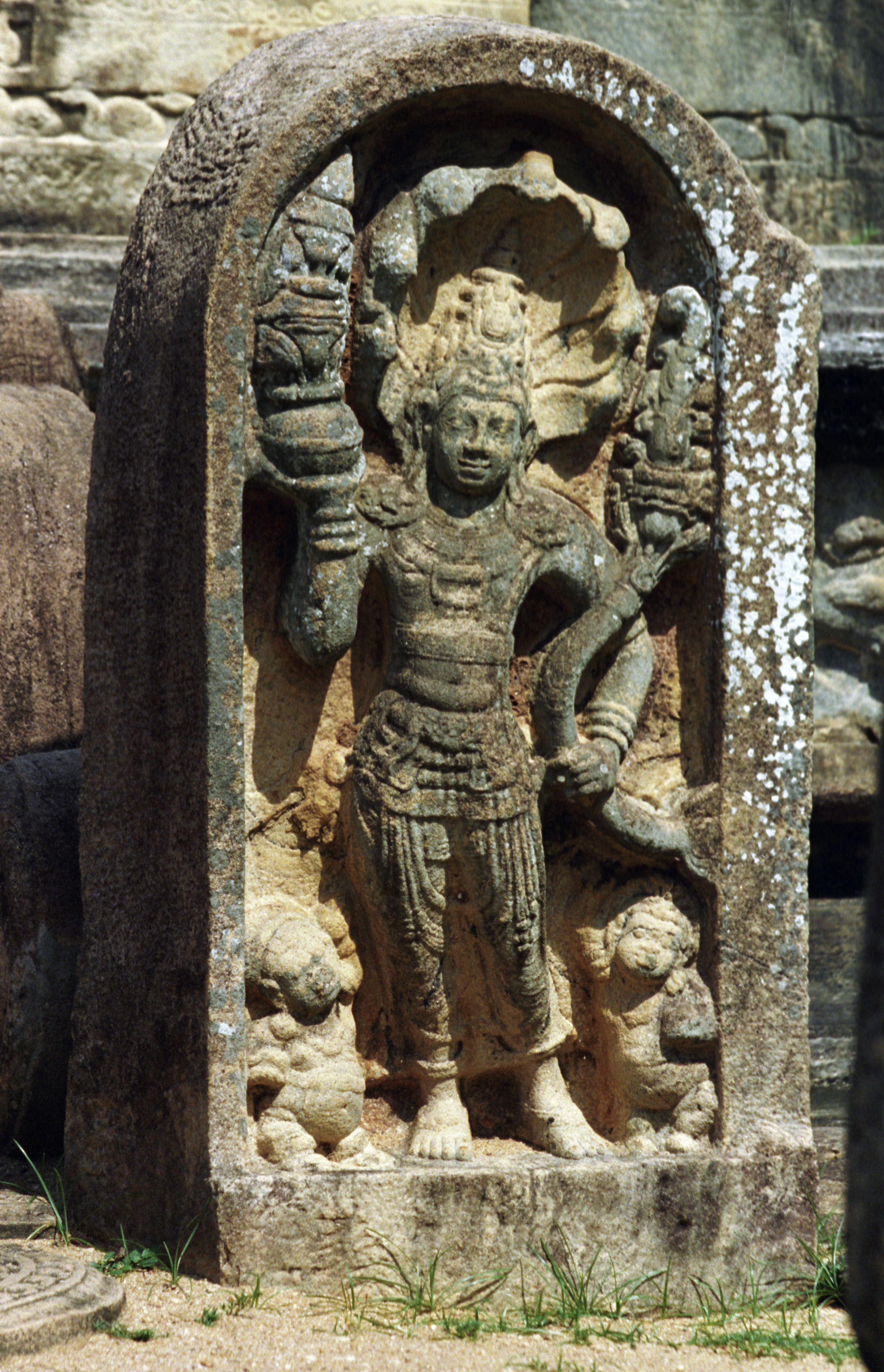
斯里兰卡波隆纳鲁沃的哈塔达格（英语：Hatadage）的守门天
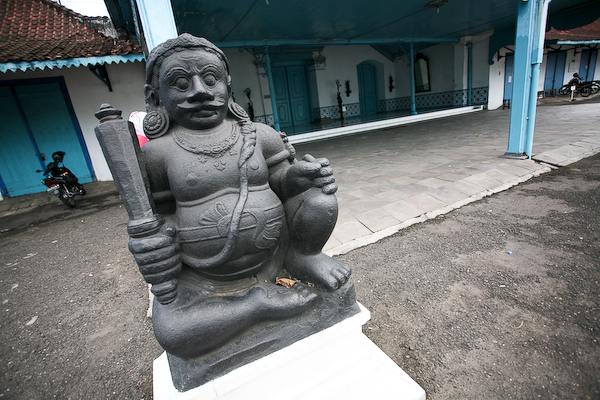
印度尼西亚梭罗市某王宫的守门天